# Bell 214ST
Die Bell 214ST ist ein mittelschwerer Hubschrauber mit zwei Triebwerken. Er wurde aus der weitverbreiteten Bell UH-1-Huey-Serie weiterentwickelt. Obwohl er die gleiche Typennummer wie die Bell 214 hat, handelt es sich hierbei um zwei unterschiedlich entwickelte Modelle.

## Geschichte
Die 214ST war als militärisches Projekt entwickelt worden, das speziell für die Produktion im Iran vorgesehen war. Die Entwicklung wurde von der iranischen Regierung finanziert. Der Prototyp flog erstmals im Februar 1977 in Texas; drei weitere Prototypen folgten im Jahre 1978.
Der Sturz des Schahs im Jahr 1979 führte bei Bell zur Änderung der Produktionspläne. Die 214ST wurde nun in Dallas-Fort Worth produziert und zuerst als ziviles, später als militärisches Modell gebaut. Die Produktion der 214ST begann 1981. Die Musterzulassung wurde von der FAA und der CAA für Sicht- und Instrumentenflug 1982 erteilt, und die militärische Version dann ausgeliefert.

## Konstruktion
Die Bell 214ST unterscheidet sich erheblich von der Bell 214. Die Bell 214ST hat einen größeren gestreckten Rumpf mit Platz für 16 bis 18 Personen und zwei GE-CT7-2A-Motoren mit jeweils 1.212 kW (1.625 shp). Bell führte bei diesem Hubschrauber mit den Fiberglas-Rotorblättern, dem elastomeren Rotorkopflager und der möglichen Auswahl zwischen Kufen oder Räderfahrwerk einige bahnbrechende Innovationen ein. Der Hubschrauber hat eine Cockpit-Tür und eine große Kabinentür auf jeder Seite. Die 214ST hat eine Treibstoffkapazität von 435 US-Gallonen (1.650 Liter). Zusatztanks können verwendet werden, um die Reichweite zu erhöhen.
Das Modell 214ST ist der größte je von Bell gebaute Hubschrauber. ST stand zunächst für „Stretched Twin“, später für „Super Transport“.
Bell baute insgesamt etwa 100 Stück ST. Die Produktion der 214ST wurde im Jahr 1991 beendet.

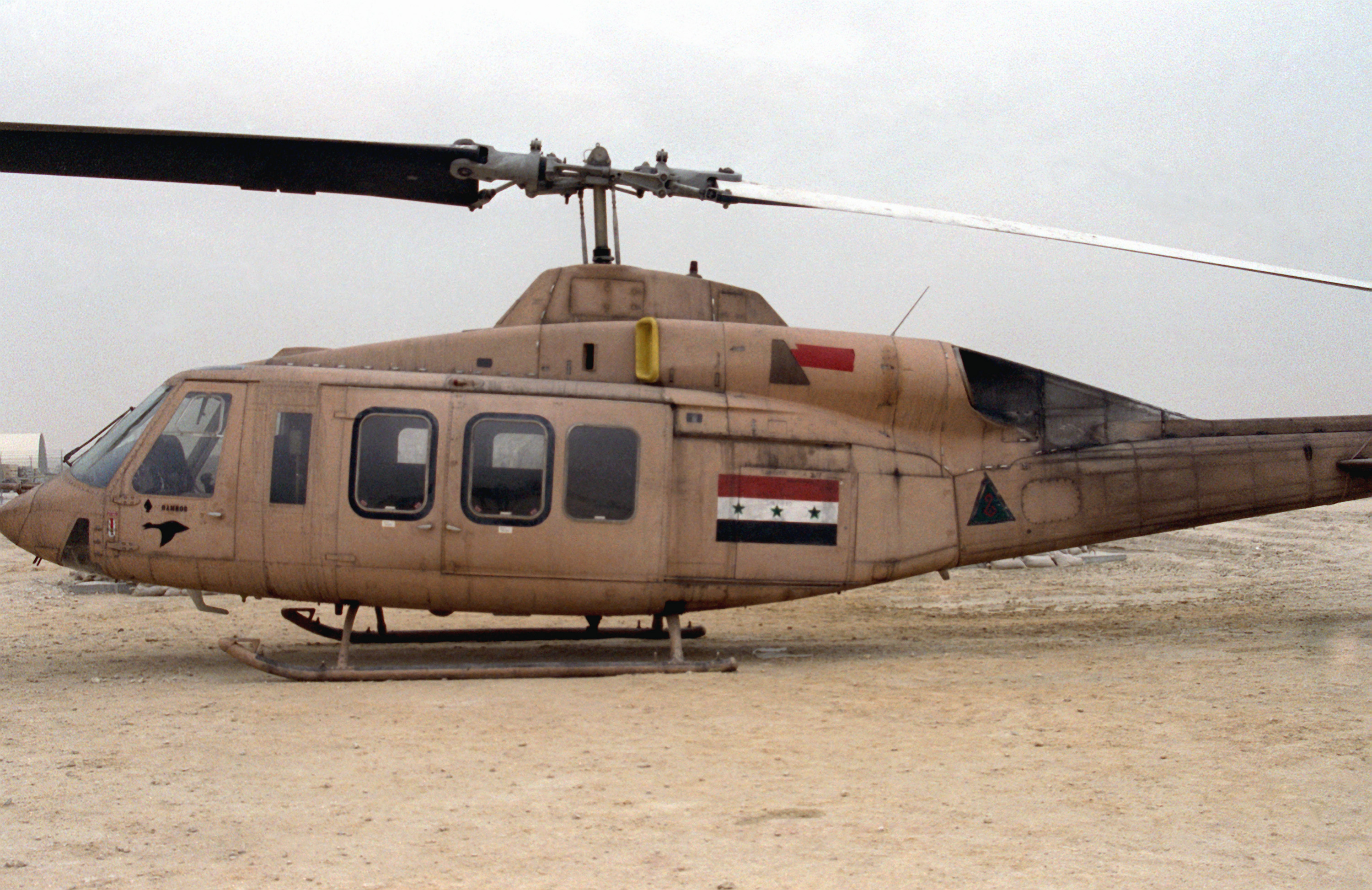
Bell 214ST der ehem. irakischen Luftwaffe

## Nutzer
- Brunei 1[2]
- Irak 48[3]
- Peru 11[4]
- Thailand 2[5]
- Venezuela 4[4]
- Vereinigte Arabische Emirate 2[6]

## Technische Daten
| Kenngröße             | Daten                                                                                |
| --------------------- | ------------------------------------------------------------------------------------ |
| Besatzung             | 1–2                                                                                  |
| Passagiere            | 16–17                                                                                |
| Länge                 | 18,95                                                                                |
| Rumpflänge            | 15,03 m                                                                              |
| Hauptrotordurchmesser | 15,85 m                                                                              |
| Heckrotordurchmesser  | 2,95 m                                                                               |
| Höhe                  | 4,84 m                                                                               |
| Leermasse             | 4.300 kg                                                                             |
| max. Startmasse       | 7.938 kg                                                                             |
| Höchstgeschwindigkeit | 296 km/h                                                                             |
| Dienstgipfelhöhe      | 3.840 m                                                                              |
| Reichweite            | 750 km                                                                               |
| Triebwerke            | zwei Wellenturbinen General Electric General Electric CT7-2 mit je 1.212 kW Leistung |